# Dipodillus campestris
Dipodillus campestris é uma espécie de roedor da família Muridae.
Pode ser encontrada nos seguintes países: Argélia, Egito, Líbia, Mali, Marrocos, Níger, Sudão, Tunísia, possivelmente Chade e Mauritânia
Os seus habitats naturais são as áreas rochosas, os desertos quentes e as terras aráveis.